# 达古修宫

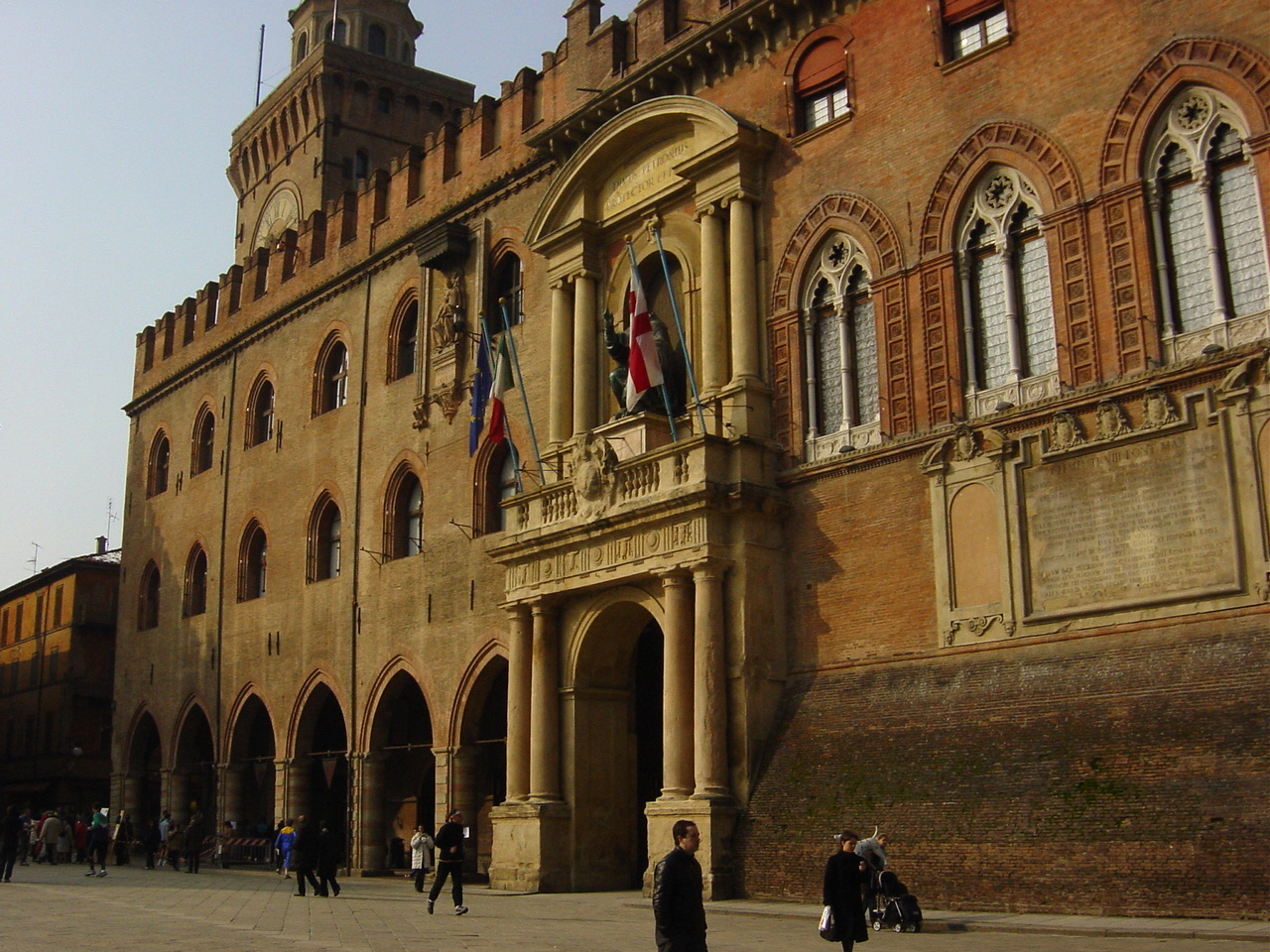
达古修宫

达古修宫（Palazzo d'Accursio）又名Palazzo Comunale，是意大利北部城市博洛尼亚的一座建筑，位于博洛尼亚主广场，在2008年11月11日之前，为该市的市政厅。
达古修宫现为艺术博物馆，展出中世纪到19世纪绘画。宫内还设有莫兰迪博物馆，展出乔治·莫兰迪作品。

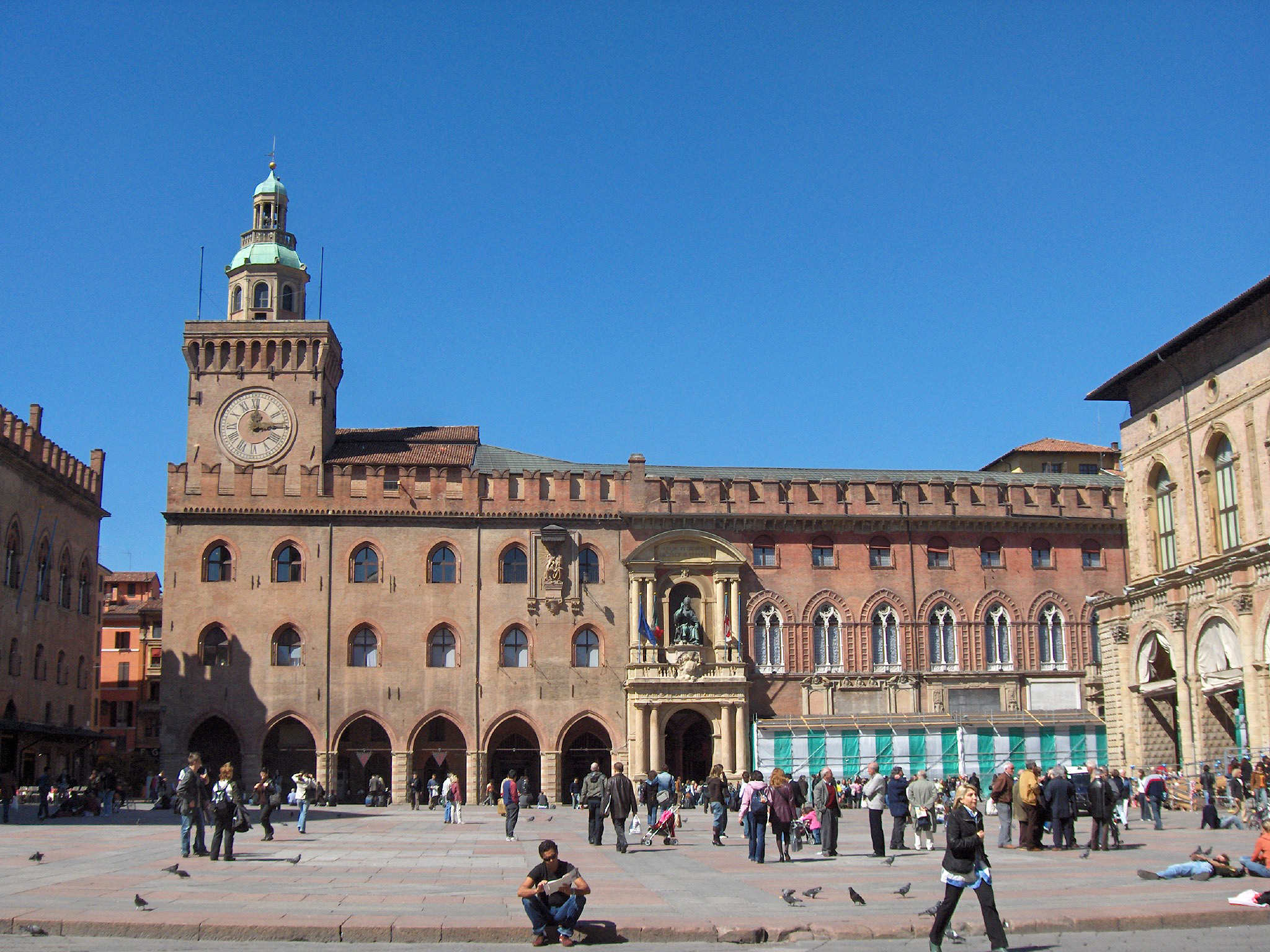
达古修宫